# Оберріден (Цюрих)
Оберріден (нім. Oberrieden ZH) — громада  в Швейцарії в кантоні Цюрих, округ Горген.

## Географія
Громада розташована на відстані близько 95 км на північний схід від Берна, 12 км на південь від Цюриха.
Оберріден має площу 2,8 км², з яких на 43,5% дозволяється будівництво (житлове та будівництво доріг), 11,6% використовуються в сільськогосподарських цілях, 42,4% зайнято лісами, 2,5% не є продуктивними (річки, льодовики або гори).

## Демографія
2019 року в громаді мешкало 5002 особи (+1,2% порівняно з 2010 роком), іноземців було 21,3%. Густота населення становила 1793 осіб/км².
За віковим діапазоном населення розподілялося таким чином: 19,2% — особи молодші 20 років, 55,6% — особи у віці 20—64 років, 25,3% — особи у віці 65 років та старші. Було 2245 помешкань (у середньому 2,2 особи в помешканні).